# Хачерян, Левон
Левон Хачерян, Լևոն Խաչերյան (18 марта 1924, Никосия, Кипр — 13 апреля 2007, Калифорния, США) — армянский филолог-арменовед и историк.

## Биография
Родился на Кипре. Жил в Сирии и Бейруте. В 1940-1946 годах учился в гимназии Мелконяна на Кипре. В 1946 году переселился в Армению. Окончил филологический факультет Ереванского педагогического института, потом продолжил аспирантское образование НАН РА в Институте языка им. Рачья Ачаряна, далее, защитив кандидатскую диссертацию, получил степень кандидата филологических наук. Левон Хачерян работал в Матенадаране им. М.Маштоца в качестве научного сотрудника, преподавателем в Ереванском государственном университете, педагогическом институте. В 1970-е годы принимал участие в написании многотомной «Истории армянского народа» (раздел «Армянская культура XII—XIV века»).
С 1981 года проживал в Лос-Анджелесе. В этот период издал несколько крупных исследований, посвящённых армянской истории и литературе, в том числе биографические исследования о Григоре Магистре Пахлавуни (Лос-Анджелес, 1987), Давид-Беке (Лос-Анджелес, 1988), Езнике Кохбаци (Глендейл, Калифорния, 2001), а также книгу, посвящённую исторической роли Гладзорского университета (Лос-Анджелес, 1988), и «Историю армянской орфографии (V—XX век)» (Глендейл, 1999). Скончался в апреле 2007 года.